# غوتليب بولاك
غوتليب بولاك (بالألمانية: Gottlieb Polak)‏ هو فارس سباق نمساوي، ولد في 13 يناير 1883 في Kladruby nad Labem ‏ في التشيك، وتوفي في 5 يوليو 1942 في فيينا في النمسا بسبب نوبة قلبية.